# Jamel Chatbi
Jamel Chatbi (parfois écrit Jamal Chaatbi) (né le 30 avril 1984 à Beni Amir) est un athlète marocain, naturalisé italien, spécialiste du demi-fond et du 3 000 m steeple.

## Biographie
Jamel Chatbi vit en Italie et appartient alors au Atletica Bergamo Club. Il obtient son transfert d'allégeance en 2012 et adhère à l'Atletica Riccardi de Milan en tant qu'Italien,
Il a remporté le 3 000 m steeple aux Jeux méditerranéens 2009 à Pescara en battant en 8 min 13 s 11 le record des Jeux et son précédent record de 8 min 19 s 37 obtenu à Rabat le 23 mai 2009. Il porte son record à 8 min 8 s 86 à Tanger le 12 juillet 2009.
Il avait terminé 30e des 36e Championnats du monde de cross-country IAAF à Édimbourg le 30 mars 2008.
Le 18 août 2009, il est annoncé comme le premier positif au dopage lors des Championnats du monde 2009 à Berlin (il ne part pas de la finale où il s'était qualifié).
En juillet 2015, il remporte le titre national italien du 3 000 m steeple à Turin.
Le 27 juillet 2016, le Comité olympique le retire de la sélection olympique au motif qu'il a manqué trois contrôles antidopage. Il est également testé positif. En conséquence, il est suspendu 8 ans par l'IAAF, jusqu'au 7 août 2024.